# Geoagiu (Alba)
Geoagiu ili Stremţ (mađ. Gyógy-patak ili Diódi-patak) je desni pritok Moriša u Transilvaniji, Rumunjska. Ulijeva se u Moriš u Teiușu. Duljina joj je 49 km, a površina porječja je 187 km2

## Pritoke
Sljedeće rijeke su pritoke rijeke Geoagiu:
- Lijevo: Tomești, Geoagel